# 斯普利特機場
斯普利特機場是克羅地亞第二大城市斯普利特的一座民用機場。斯普利特機場距斯普利特市中心有 24 km（15 mi），位於卡斯特拉灣西側。
2018年，斯普利特機場的全年客運量約有312萬人次。

## 外部連結
- 官方網站 （页面存档备份，存于）（克羅埃西亞文）（英文）